# Andate tutti affanculo
| Recensione          | Giudizio |
| ------------------- | -------- |
| SentireAscoltare    |          |
| Storia della musica |          |
| OndaRock            |          |

Andate tutti affanculo è il sesto LP del gruppo indie rock Zen Circus, pubblicato da La Tempesta Dischi, Unhip Records e Infecta suoni ed affini l'11 settembre 2009.

## Descrizione
Il disco è stato anticipato dal brano Gente di merda presente all'interno della compilation Il paese è reale promossa dagli Afterhours.
Andate tutti affanculo rappresenta il primo album interamente in italiano della band pisana, che in seguito al tour di 110 date per promuoverlo vincerà il premio del Mei come "migliore tour del 2010".
Considerato dalla critica come il più riuscito tra i loro dischi, è grazie a questo album che verranno consacrati come una delle band più rappresentative della nuova scena indie rock italiana.
Alternando invettiva e humour nero, i testi sono impregnati di anticlericalismo, nel tentativo dichiarato di descrivere l'Italia degli anni 2000, mentre le musiche si rifanno principalmente al punk e al folk con cui si sono ampiamente cimentati nei dischi precedenti, ai quali aggiungono l'esperienza tutta italiana di cantautori come Rino Gaetano, il primo Lucio Dalla e Piero Ciampi.
Il tema che lega i 10 brani dell'album è il qualunquismo. Il titolo è, secondo il gruppo, l'insulto più qualunquista che possa essere detto. Inoltre l'idea del titolo è nata in una data del tour di Villa Inferno.

Il titolo dell'album è stato scelto molti anni prima dell'uscita del disco. Infatti dopo che in numerose interviste fu chiesto al gruppo come mai non cantassero in italiano, la band decise che se mai avesse fatto un disco in italiano lo avrebbe intitolato "Andate tutti affanculo".
Per la canzone It's Paradise è stato girato un videoclip.
La copertina dell'album ritrae i tre componenti della band con la barba folta e alle loro spalle il Palazzo della Civiltà Italiana.
La voce della canzone Vuoti a perdere è di Nada.
L'album è presente alla posizione numero 95 nella classifica dei 100 dischi italiani più belli secondo Rolling Stone Italia.

## Tracce
Testi di Andrea Appino, eccetto dove indicato, musiche di Andrea Appino, Gian Paolo Cuccuru, Massimiliano Schiavelli.
1. L'egoista – 2:37
2. Vecchi senza esperienza – 1:44
3. It's Paradise – 7:07
4. We just wanna live – 3:02
5. Vuoti a perdere (feat. Nada) – 4:15
6. Andate tutti affanculo – 8:06
7. Amico mio – 3:29
8. Ragazza eroina – 3:05
9. Gente di merda – 2:47
10. Canzone di Natale – 6:54 (testo: Aldo Acerbi)

## Formazione
- Andrea Appino - voce, chitarra
- Ufo - basso
- Karim Qqru - batteria, percussioni, slide guitar

### Ospiti
- Nada - voce in Vuoti a perdere
- Giorgio Canali - chitarra in Vecchi senza esperienza e Amico mio
- Brian Ritchie - chitarra in Ragazza eroina e voce in It's Paradise
- Davide Toffolo - voce in Ragazza eroina

## Curiosità
- Vecchi senza esperienza è un'espressione che usava la mamma del bassista Ufo.[13]
- La frase "hai una macchia nera sul cuore" della canzone We Just Wanna Live veniva ripetuta ad Ufo dalla sua maestra di scuola, perché non era battezzato.[13]
- L'espressione "col disincanto ci marci un po'" della canzone L'egoista è un'espressione "che va contro il disincanto cinico, calcolato, che noi stessi a volte esercitiamo".[13]
- Canzone di Natale è stata scritta più di dieci anni prima della pubblicazione dell'album insieme ad un amico eroinomane della band.[14]
- Il dialogo posto alla fine della canzone Andate tutti affanculo è tratto dal film del 1975 L'eretica, di Amando de Ossorio[15] Inizialmente avevano previsto di inserire un recitato di Paolo Villaggio, ma poi, pur avendo raggiunto Villaggio, hanno desistito per questioni di tempistiche.[16]